# Christian Lindner
Christian Lindner, född 7 januari 1979 i Wuppertal, är en tysk liberal politiker som har varit partiordförande för det fria demokratiska partiet (FDP) sedan 2013. Han var från den 8 december 2021 till den 6 november 2024 Tysklands finansminister i regeringen Scholz.

## Bakgrund och privatliv
Lindner har studerat juridik, filosofi och statsvetenskap vid Bonns universitet. År 2006 började Lindner skriva sin doktorsavhandling som han inte slutfört. Efter sina studier år 1997 grundade Lindner en marknadsföringsbyrå som han lämnade år 2004. Dessutom har han varit med i att grunda ett annat företag.. Lindner har tjänstgjort den tyska flygvapnet och han är major i reserven.
Mellan 2011 och 2018 var Lindner gift med journalisten Dagmar Rosenfeld, som var chefredaktör på tidningen Die Welt.

## Politisk karriär
Lindner blev medlem i FDP år 1995. Fem år senare valdes han till Nordrhein-Westfalens lantdag som den yngsta (21 år gammal) representant nånsin.
För första gången valdes Lindner till Bundestag år 2009.
Då FDP förlorade alla sina mandat i valet 2013, sade hela partiledningen upp sig. Detta öppnade vägen till toppen för Lindner som valdes till ordförande år 2013. Han var den yngsta partiordförande som FDP har haft. Trots att Lindner gick framåt i sin politiska karriär har han beskrivit valet som traumatiskt på grund av det dåliga valresultatet. Han lyckades ändå få sitt parti tillbaka till Bundestag i valet 2017.